# سرجوخه کلگ
سرجوخه کلگ (به انگلیسی: Corporal Clegg) آهنگی از آلبوم یک نعلبکی رمز و راز گروه موسیقی پراگرسیو/سایکدلیک راک پینک فلوید است که در سال ۱۹۶۸ منتشر شد.
این آهنگ توسط راجر واترز نوشته شده‌است و دیوید گیلمور،ریچارد رایت و نیک میسن به عنوان خواننده حضور دارند.این اولین ترانهٔ پینک فلوید است که در ارتباط با جنگ است و دربارهٔ سربازی است که پاهای خود را در جریان جنگ جهانی دوم از دست می‌دهد.

## مشارکت‌کنندگان در ساخت آهنگ
- ریچارد رایت - کیبرد،خواننده
- راجر واترز - گیتار بیس،خواننده زمینه
- نیک میسن - سازهای کوبه‌ای و درام،خواننده
- دیوید گیلمور - گیتار و خواننده،کیزو